# 1924 a jogalkotásban
1924-ben az alábbi jogszabályokat alkották meg:

## Magyarország

### Törvények
- 1924. évi I. törvénycikk  Az 1923/24. költségvetési év első hat hónapjában viselendő közterhekről és fedezendő állami kiadásokról szóló 1923:XXXII. tc. hatályának 1924. évi június hó végéig való meghosszabbítása tárgyában
- 1924. évi II. törvénycikk A közhivatalokban a kisebbségi nyelvek ismeretének biztosításáról
- 1924. évi III. törvénycikk Az Országos Testnevelési Alapról
- 1924. évi IV. törvénycikk Az államháztartás egyensúlyának helyreállításáról
- 1924. évi V. törvénycikk A Magyar Nemzeti Bank létesítéséről és szabadalmáról
- 1924. évi VI. törvénycikk Az államháztartás hiányainak fedezése céljából felveendő belső kölcsönről
- 1924. évi VII. törvénycikk A földbirtok helyesebb megosztását szabályozó rendelkezésekről szóló 1920:XXXVI. törvénycikk kiegészítéséről
- 1924. évi VIII. törvénycikk A francia hitelezőkkel szemben fennálló magyar tartozások tekintetében engedélyezett fizetési halasztás tárgyában Párizsban 1923. évi december hó 21-én kelt szerződés és függeléke, valamint a szerződés 1. Cikkében említett alapszabályok becikkelyezéséről és egyes kapcsolatos kérdések rendezéséről
- 1924. évi IX. törvénycikk A bor előállításának, kezelésének és forgalmának szabályozásáról és a borhamisítás tilalmazásáról
- 1924. évi X. törvénycikk A korona értékcsökkenésének meggátlására irányuló egyes intézkedésekről
- 1924. évi XI. törvénycikk A középiskoláról
- 1924. évi XII. törvénycikk A társasház-tulajdonról
- 1924. évi XIII. törvénycikk A fogadós felelősségéről és az elszállásoláson alapuló és ezzel kapcsolatos követeléseinek biztosításáról
- 1924. évi XIV. törvénycikk Az 1914/1918. évi világháború hősi halottai emlékének megünnepléséről
- 1924. évi XV. törvénycikk A robbantószer és robbanóanyag előállításával, tartásával és használatával elkövetett bűncselekményekről
- 1924. évi XVI. törvénycikk A Török Köztársasággal Konstantinápolyban 1923. évi december hó 18. napján kötött barátsági szerződés becikkelyezéséről
- 1924. évi XVII. törvénycikk Az 1924/25. költségvetési év első hat hónapjában viselendő közterhekről és fedezendő állami kiadásokról
- 1924. évi XVIII. törvénycikk Az Iparosok Országos Központi Szövetkezetéről és az ipari anyagbeszerző, termelő és értékesítő szövetkezetekről
- 1924. évi XIX. törvénycikk A vámjog szabályozásáról
- 1924. évi XX. törvénycikk A miskolc-diósgyőri helyi érdekű vasútnak közúti vasúttá való átminősítéséről
- 1924. évi XXI. törvénycikk A vámtarifáról
- 1924. évi XXII. törvénycikk A Csehszlovák Köztársasággal 1923. évi július hó 13-án kötött pénzügyi és hitelügyi egyezmények és megállapodások becikkelyezéséről
- 1924. évi XXIII. törvénycikk Az Olasz Királysággal 1924. évi március hó 27-én kötött pénzügyi egyezmények és megállapodások becikkelyezéséről
- 1924. évi XXIV. törvénycikk  A pestis, a kolera és a sárgaláz ellen való védekezés tárgyában Párisban 1912. évi január hó 17-én kötött nemzetközi egyezmény becikkelyezéséről
- 1924. évi XXV. törvénycikk Az 1924/25. költségvetési év első hat hónapjában viselendő közterhekről és fedezendő állami kiadásokról szóló 1924:XVII. tc. hatályának 1925. évi április hó végéig való meghosszabbítása tárgyában
- 1924. évi XXVI. törvénycikk A székesfőváros törvényhatósági bizottságának újjászervezéséről
- 1924. évi XXVII. törvénycikk A középiskolai tanárok képzéséről és képesítéséről
- 1924. évi XXVIII. törvénycikk A tanítók, óvók és a nem állami tanárok ellátásának rendezéséről